# Tufton
Tufton är en by i civil parish Hurstbourne Priors, i distriktet Basingstoke and Deane, i grevskapet Hampshire i England. Byn är belägen 16 km från Winchester. Tufton var en civil parish fram till 1932 när blev den en del av Hurstbourne Priors. Civil parish hade 108 invånare år 1931. Byn nämndes i Domedagsboken (Domesday Book) år 1086, och kallades då Trochiton.